# Caisse de tête

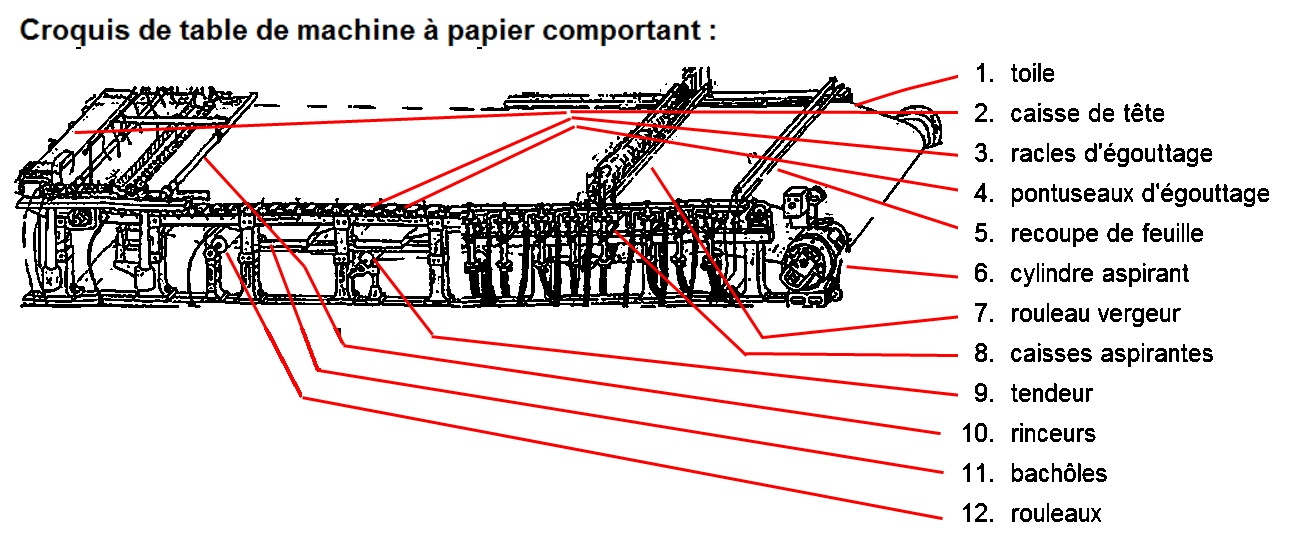
Table de machine à papier légendée, la caisse de tête porte le numéro 2

La caisse de tête est un élément de la machine à papier qui assure une répartition uniforme de la pâte à papier.